# Bethlehem (Carolina do Norte)
Bethlehem é uma Região censo-designada localizada no estado norte-americano de Carolina do Norte, no Condado de Alexander.

## Demografia
Segundo o censo norte-americano de 2000, a sua população era de 3713 habitantes.

## Geografia
De acordo com o United States Census Bureau tem uma área de 
23,1 km², dos quais 19,7 km² cobertos por terra e 3,4 km² cobertos por água.

## Localidades na vizinhança
O diagrama seguinte representa as localidades num raio de 16 km ao redor de Bethlehem. 